# Danielle Waterman
Danielle Waterman (20 de janeiro de 1985) é uma jogadora de rugby sevens britânica.

## Carreira
Danielle Waterman integrou o elenco da Seleção Britânica Feminina de Rugbi de Sevens, na Rio 2016, que foi 4º colocada.